# NGC 775
NGC 775 је спирална галаксија у сазвежђу Пећ која се налази на NGC листи објеката дубоког неба.
Деклинација објекта је - 26° 17' 38" а ректасцензија 1h 58m 32,5s. Привидна величина (магнитуда) објекта NGC 775 износи 12,7 а фотографска магнитуда 13,4. Налази се на удаљености од 51,687 милиона парсека од Сунца. NGC 775 је још познат и под ознакама ESO 477-18, MCG -5-5-24, IRAS 01562-2632, PGC 7451.